# 桂林奇峰岭机场
桂林奇峰岭机场也称做桂林李家村机场或桂林机场，位于桂林市雁山区奇峰镇，距离桂林市区约9.7公里。机场建于1942年），是抗日戰爭軍用機場，飛虎隊美國第十四航空隊基地。1949年国军撤离桂林时对机场进行破坏，此后机场一直闲置，直到1959年才重新启用并复航，复航后为军民共用机场。1996年桂林两江国际机场竣工通航后军民分开，民航部分全部迁往两江机场，桂林奇峰岭机场从1996年10月1日起转为军用机场。机场经过数次改扩建，现拥有2,300米的南北向跑道和滑行道各一条。

## 机场概况

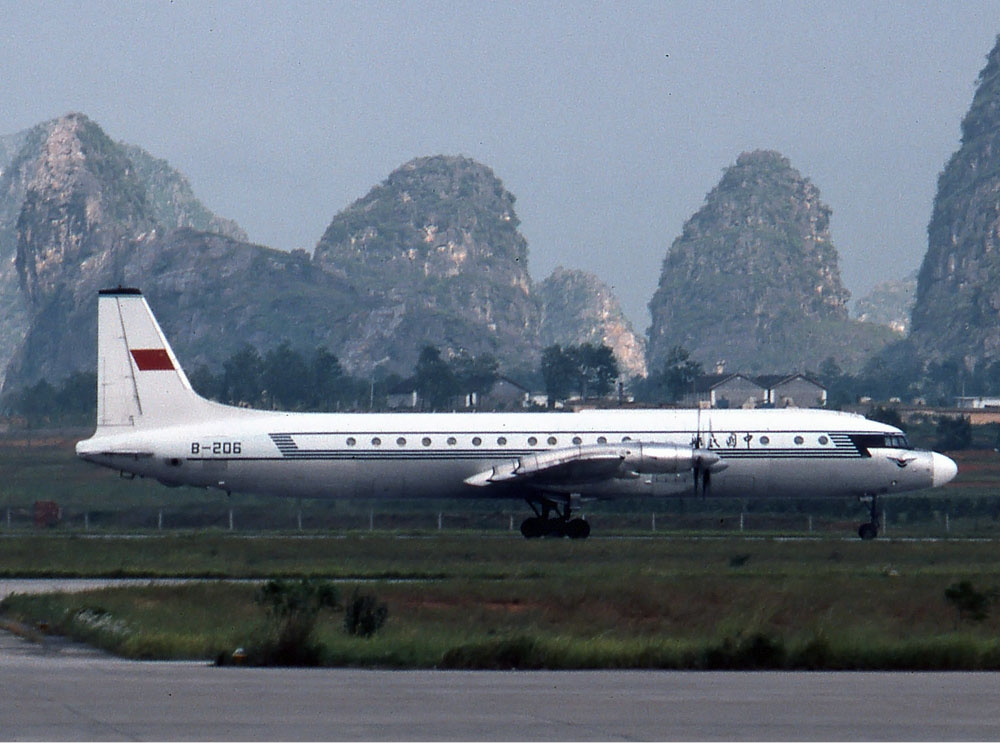
1984年，中國民航的伊爾-18在奇峰嶺機場

### 抗日戰爭
因為抗日戰爭軍用機場需要，国民政府兴建李家村机场，建成後飛虎隊美國第十四航空隊進駐。由航空委员会第三测量队测绘场址地形、地貌、地界。由中央研究院物理研究所、中央资源委员会矿产测勘处和广西省建设厅联合派人，用物探电阻率法探测场址跑道下溶洞情况。民国32年夏完成探测工作，秋，机场工程动工，由航空委员会桂林机场工程处负责， 征调民工4.3万人修筑。冬末及春耕季节一度停工。33年夏在征民工6.6万人续建，秋，完工。建成泥碎石跑道1条，长1,600米，宽50米；利用自然山洞改造飞机洞库（复兴洞）1座，可容飞机10余架；疏散公路、贮油棚、营房等。桂林沦陷和光复前后，机场2次遭到破坏，2次修复。1949年11月国军全面破坏机场，场道弹坑遍地，设备、房屋无存。

### 1949年后
桂林解放后，初时机场闲置。1958年5月，中国民航局计划开航桂林，民航广州管理处派员对桂林秧塘、二塘和李家村机场实地调查，从机场净空条件和发展的可能性等方面比较后确定修复启用李家村机场。随后测量设计，因受“大跃进”影响，对场区（包括原跑道）均未作工程地质和水文地质勘探、论证。1958年12月9月，修复工程开工。主要工程项目由解放军驻桂某师施工，附属建筑物由桂林市建筑安装部门完成。修复原跑道一段，长1,200米，宽50米，增建联络道1条，站坪1个，各种房屋12栋共2,068平方米及架辅水电设施等。1959年11月12日，试航启用机场。
李家村机场启用后，从1960年2月起，先后在跑道中心圈南112米、62米处及滑行道、北安全道上发现土洞塌陷，至1961年12月5日再次在跑道北端200米、中心线偏西10米处发生土洞下陷，暂时停止使用。
1962年2—11月， 中国民航总局和广州军区空军先后派员勘测，基本查清土洞情况，认为场址作为永久性机场是可行的，但需采取技术措施，加强跑道基础。1964年1月，空军接管并确定改建李家村机场，从此改称桂林机场。1965年夏，由空军工程兵第四总队改建施工。次年末，主要工程完工，机场启用。
1970年2月，民航复航桂林。因民航站区位于跑道东侧，滑行道位于跑道西侧，人员往返通过跑道不利飞行，于同年10月投资20余万元在机场西面中偏南地段新建民航站区。主要工程有：停机坪、联络道共8,200平方米混凝土浇筑及房屋150平方米。次年竣工交付使用。民航于1975年9月迁入新站区， 原站区2,000余平方米房屋，大部分拆除，小部分折价转让驻地单位。之后1979年，随着桂林旅游业的兴起，民航客运量快速增长，民航又先后投资380余万元，陆续兴建航站楼（候机楼）和简易候机室3,353平方米；市内售票处460平方米；拓展停机坪1.1万平方米； 旅客招待所、工作、生活用房共9,100平方米；道路、广场、水电设施等。
随着客运量的持续增长，为提高跑道承载能力，满足较大型飞机使用要求，1980年11月20日，停航翻修场道。预算投资880万元。由空军工程兵第四总队包干建设。按三叉戟3B飞机使用要求， 跑道全面加盖混凝土0.2米。同时对滑行道、联络道、停机坪、跑道两端安全道等进行翻修和部分扩建。其中停机坪面积增加81.3％，达2.9万平方米。1981年4月，翻修工程竣工。 共浇筑混凝土5.3万立方米，验收全部合格，5月1日交付使用。之后，又陆续兴建油库、宾馆、旅客餐厅、国际候机室、各种生产生活用房，多次改造、扩建候机室等。1986年又筹备扩建机场，因原跑道基础及部分土地权属问题未实施。
至1990年，机场场道设施可起降三叉戟、波音757、圖-154等型飞机，停机坪可停放大中型客机6架，在航站区、市内及油库和卸油站建有生产、生活用房5.5万平方米。

## 飞行事故
奇峰岭机场在1959-1996年军民共用期间发生过数起与之相关的飞行事故，而且每一件飞行事故都相当有名，在当时都是严重的飞行事故。

### 中国民航3303号班机空难
中国民航3303号班机空难也称四·二六空难，事故发生于1982年4月26日。由隶属于中国空军的三叉戟型266号机执行，预定由广州白云国际机场前往桂林奇峰岭机场，机上共搭载104名乘客和8名机组人员。16时45分，机场塔台与飞机失去联系，飞机在离桂林45公里的恭城县（今恭城瑶族自治县）慕城山区撞山坠毁，飞机机体除尾部外大部分均已解体，机上104名乘客和8名机组人员全部遇难。是建国以来发生的第一起中国民航有重大伤亡的飞行事故。

### 1983年桂林奇峰岭机场撞机事件
1983年9月14日，中国民航第六飞行大队的三叉戟型264号机搭载100名乘客和6名机组成员准备前往北京首都国际机场，在桂林机场跑道上滑行时与意外进入跑道的中国空军轰-5型轰炸机在跑道上相撞，导致旅客死亡11人，受伤22人，三叉戟264号飞机报废。

### 中国南方航空3943号班机空难
事故发生于1992年11月24日。当天的CZ3943号班机由隶属于中国南方航空公司的波音737-31B型飞机执行，注册号为B-2523。预定由广州白云国际机场前往桂林奇峰岭机场，机上共搭载131名乘客和10名机组人员。飞机在下降过程中因为右侧发动机自动油门失灵，而飞行员没有及时介入人工操纵导致左右发动机推力不平衡，最后飞机向右滚转，在广西阳朔县杨堤乡土岭村后山粉碎性解体，机上131名乘客和10名机组人员全部遇难。是中国民航历史上排名第二严重的飞行事故。也是涉及波音737-300型客机的第二严重的飞行事故，僅次於2003年發生的閃光航空604號班機空難。